# Besim Fagu
Besim Selim Fagu (ur. 10 marca 1925 w Tiranie, zm. 1 stycznia 1999 tamże) – albański piłkarz, w latach 1946–1958 reprezentant Albanii.

## Życiorys
Podczas II wojny światowej działał w albańskim ruchu oporu. W 1946 roku współzałożył klub sportowy Partizani Tirana.

## Upamiętnienie
Z okazji 90. rocznicy urodzin Besima Fagu, 10 marca 2015 roku w siedzibie albańskiego Ministerstwa Obrony Narodowej odbyła się specjalna uroczystość, w której udział wzięli między innymi szefowa tegoż ministerstwa Mimi Kodheli, wiceminister Petro Koçi, generał Jeronim Bazo, a także wybitni albańscy sportowcy oraz rodzina Fagu. Został pośmiertnie odznaczony medalem wdzięczności.

## Życie prywatne
Był żonaty z Hajdije, miał z nią troje dzieci: Afërditę, Gima i Bena.